# The Watch (serial telewizyjny)
The Watch – serial kryminalny fantasy wyprodukowany przez BBC Studios. Seria jest inspirowana postaciami i wydarzeniami z uniwersum Świata Dysku Terry’ego Pratchetta. Serial miał premierę 3 stycznia 2021 roku na BBC America.

## Fabuła
W fikcyjnym mieście, gdzie zbrodnia jest legalna, grupa wyrzutków ze straży miejskiej stara się uratować to skorumpowane miasto przed katastrofą.

## Obsada
- Richard Dormer jako Sam Vimes[3]
- Jo Eaton-Kent jako Cudo Tyłeczek[3]
- Adam Hugill jako Marchewa Żelaznywładsson[3]
- Marama Corlett jako Delfina Angua von Überwald[3]
- Lara Rossi jako Lady Sybil Ramkin[3]
- Sam Adewunmi jako Carcer Dun[3]
- Anna Chancellor jako Lord Vetinari[4]
- James Fleet jako nadrektor Niewidocznego Uniwersytetu[4]
- Hakeem Kae-Kazim jako kapitan John Keel[4]
- Ruth Madeley jako Gardło Sobie Podrzynam Dibbler[4]
- Bianca Simone Mannie jako Wonse[4]
- Ingrid Oliver jako doktor Cruces[4]
- Matt Berry jako głos Wayne’a, miecza[5]
- Ralph Ineson jako sierżant Detrytus (głos)[5]
- Wendell Pierce jako Śmierć (głos)[5]
- Paul Kaye jako Inigo Skimmer[5]

## Odcinki
| Nr | Tytuł                     | Reżyseria      | Scenariusz                   | Premiera (BBC America) |
| -- | ------------------------- | -------------- | ---------------------------- | ---------------------- |
| 1  | A Near Vimes Experience   | Craig Viveiros | Simon Allen                  | 3 stycznia 2021        |
| 2  | Ook                       | Craig Viveiros | Simon Allen                  | 3 stycznia 2021        |
| 3  | The What?                 | Brian Kelly    | Simon Allen                  | 10 stycznia 2021       |
| 4  | Twilight Canyons          | Brian Kelly    | Joy Wilkinson & Simon Allen  | 17 stycznia 2021       |
| 5  | Not on My Watch           | Brian Kelly    | Catherine Tregenna           | 24 stycznia 2021       |
| 6  | The Dark in The Dark      | Emma Sullivan  | Simon Allen & Amrou Al-Kadhi | 31 stycznia 2021       |
| 7  | Nowhere in the Multiverse | Emma Sullivan  | Simon Allen & Ed Hime        | 7 lutego 2021          |
| 8  | Better to Light a Candle  | Emma Sullivan  | Simon Allen                  | 14 lutego 2021         |

## Produkcja
W 2011 roku ogłoszono powstawanie serii o Straży Nocnej, której produkcją zajmie się Prime Focus Productions, odpowiedzialne wcześniej m.in. za stworzenie trzech wcześniejszych dwuczęściowych ekranizacji powieści Pratchetta. W 2012 roku poinformowano, że produkcją serialu zajmuje się założona w 2012 roku przez Pratchetta wytwórnia Narrativia, kierowana przez Roda Browna, wcześniejszego zarządcy Prime Focus Productions. Produkcja miała być nadzorowana przez menadżera biznesowego Pratchetta – Roba Wilkinsa, Roda Browna oraz córkę Pratchetta – Rhiannę Pratchett, a scenariuszem mieli zająć się Terry Jones oraz Gavin Scott. Zakładano, że seria składać się będzie z trzynastu godzinnych odcinków, a budżet wyniesie około 13-15 milionów funtów brytyjskich. Inne źródło podało natomiast, że scenariuszem miałby zająć się Guy Burt, a budżet miałby wynieść 26 milionów funtów brytyjskich. W listopadzie 2012 roku w wywiadzie z Terrym Pratchettem autor książek wspomniał, że pisaniem scenariuszy do serii zajmie się także jego córka Rhianna.
W wywiadzie z Rhianną Pratchett przeprowadzonym w październiku 2016 roku, już po śmierci Pratchetta, podano, że projekt nadal znajduje się w produkcji, a Rhianna nadal jest w niego zaangażowana, jednakże już w 2019 roku córka publicznie przyznała, że nie jest zaangażowana w projekt od wielu lat, a BBC Studios sprawuje kontrolę nad serią.
W marcu 2018 roku „Deadline Hollywood” podało do wiadomości, że produkcją The Watch zajmuje się BBC Studios, które planuje nakręcenie sześcioczęściowej serii jako podstawy dla nowej franczyzy, a producentem wykonawczym serii została Hilary Salmon. Oprócz niej stanowisko to zajęli Rob Wilkins, Ben Donald, Phil Collinson, Richard Stokes, Craig Viveiros i Simon Allen. Pomimo iż seria oficjalnie została wyprodukowana we współpracy firmy Narrativia oraz BBC Studios, już w sierpniu 2020 roku podano do wiadomości, że pomimo iż firma Narrativia zachowała oficjalny tytuł producenta wykonawczego projektu, nie była w rzeczywistości w żaden sposób zaangażowana w tworzenie serialu.
Seria została wyprodukowana na potrzeby kanału BBC America i składa się z ośmiu godzinnych odcinków.
Do napisania scenariuszy do serii BBC Studios zatrudniło Simona Allena, a także Joy Wilkinson, Catherine Tregenna, Amrou Al-Khadi i Eda Hime. Za wyreżyserowanie poszczególnych odcinków odpowiadają Craig Viverios, Brian Kelly oraz Emma Sullivan. Producentem został Johann Knobel, a scenografem Simon Rogers.

### Casting
We wrześniu 2019 roku ogłoszono, że Richard Dormer został obsadzony w roli Samuela Vimesa, a w innych rolach obsadzono także Adama Hugilla, Jo Eaton-Kent, Marama Corlette, Larę Rossi oraz Sama Adewunmi. W listopadzie 2019 ogłoszono, że postanowiono zmienić płeć czterech głównych męskich postaci na żeńskie. W tym samym miesiącu pojawiła się informacja, że do obsady dołączyli: Anna Chancellor, James Fleet, Ingrid Oliver, Ruth Madeley oraz Bianca Simone Mannie. W październiku 2020 ogłoszono, że w serii wystąpią także użyczając swych głosów: Wendell Pierce (jako Śmierć), Matt Berry (jako Wayne) oraz Ralph Ineson (jako Detrytus), natomiast Paul Kaye wcieli się w postać o imieniu Inigo Skimmer.

### Zdjęcia
Zdjęcia do serii były wykonywane od 30 września 2019 roku w Kapsztadzie w Afryce Południowej. Zdjęcia zakończyły się 12 września 2020.

## Emisja
Pierwotnie zapowiadana premiera serii została zapowiedziana na 2020 rok. 7 sierpnia 2020 roku BBC America ogłosiło jednak, że premiera serii została zaplanowana na styczeń 2021 roku. Ostatecznie seria miała swoją premierę 3 stycznia 2021.
BBC Studios odpowiada za międzynarodową dystrybucję serii.
Pierwsze dwa odcinki w dniu premiery obejrzało 274 tysięcy widzów i były to odcinki z zanotowaną najwyższą oglądalnością. Średnia oglądalność całej serii wyniosła około 216 tysiąca widzów.

## Odbiór
Seria została negatywnie przyjęta przez krytyków. W serwisie Rotten Tomatoes 53% z 17 recenzji uznano za pozytywne, a średnia ocen wystawionych na ich podstawie wyniosła 5,87 na 10. Podsumowanie recenzji w serwisie mówi, że „pomimo fantastycznej scenografii i solidnej obsady aktorskiej The Watch nie było w stanie uchwycić niesamowitości, fantastyczności ani struktury świata przedstawionego w powieściach Terry’ego Pratchetta”. Użytkownicy serwisu Rotten Tomatoes również serię ocenili negatywnie, oceniając serię na 38% świeżości na podstawie 140 recenzji.
Kiko Martinez z „Variety” określiła serię jako „pomieszanie z poplątaniem jeśli chodzi o atmosferę”, dodając, że „odtwórczo skonstruowany świat przedstawiony, jednowymiarowe postaci i brak spójnego wyczucia humoru zawiedzie dokładnie tę rzeszę fanów, którą serial pragnie przyciągnąć” i „choć może The Watch ma cynizm doprowadzony do perfekcji, to sarkazm i poczucie humoru spadło w przepaść z Pratchettowskiego świata”. Inkoo Kang z „The Hollywood Reporter” chociaż pochwalił kreatywnie zorganizowany świat przedstawiony, stwierdził, że scenariusz jest „miażdżąco rutynowy i nieporuszający”.

### Kontrowersje
W odpowiedzi na pierwsze zdjęcia z planu promujące nadchodzącą produkcję oficjalne konto Terry’ego Pratchetta na Twitterze opublikowało link do artykułu opisującego rozczarowanie Ursuli K. Le Guin adaptacją serii Ziemiomorze wykonaną przez Sci Fi.
Jeszcze przed swoją premierową emisją seria była krytykowana za zbytnie odejście od średniowiecznego tonu obecnego w powieściach na rzecz estetyki w stylu punk rocka, zmiany płci postaci, ich osobowości, wyglądu i pochodzenia, a także wykluczenia niektórych z opowieści całkowicie.
Kolejna fala niezadowolenia wśród fanów pojawiła się, kiedy Simon Allen, naczelny scenarzysta i producent wykonawczy serialu, w poście ogłaszającym zakończenie zdjęć, dziękując wielu osobom za wkład w serię, nie wspomniał ani słowem o Terrym Pratchettcie.
Wkrótce po opublikowaniu zwiastuna serii, Rhianna Pratchett wypowiedziała się, że „adaptacja w żadnym stopniu nie dzieli DNA z książkami mojego ojca”. Z kolei Neil Gaiman porównał serię do „Batmana, jeśli nagle stałby się reporterem w żółtym prochowcu z nietoperzem jako zwierzątkiem”.